# Питомша (село)
Питомша — опустевшее село в Милославском районе Рязанской области, входит в состав Горняцкого сельского поселения. 

## География
Село расположено на берегу реки Питомша в 20 км на северо-восток от центра поселения посёлка Горняк и в 22 км на северо-восток от райцентра Милославское.

## История
Питомша первоначально, в качестве деревни, входила в состав прихода села Костемерево и являлось выселком из этого же села. Новоустроенная в селе Покровская  церковь, как видно из окладных книг, в первый раз была обложена данью в 1688 году, при ней состояло церковной пашни 15 четвертей в поле, сенных покосов на 15 копен.
Деревянная Покровская церковь в селе построена в 1842 году, вместо сгоревшей в 1840 году. В 1886 году началось строительство каменной церкви. Женившись в 1849 года на владелице села Варваре Павловне Мальцовой, здесь поселился, ставшие впоследствии известным иллюстратором книг, Пётр Михайлович Боклевский.
В XIX — начале XX века село входило в состав Полянской волости Скопинского уезда Рязанской губернии. В 1906 году в селе было 60 дворов.
С 1929 года село входило в состав Бахаровского сельсовета Милославского района Рязанского округа Московской области, с 1937 года — в составе Рязанской области, с 1957 года — в составе Микулинского сельсовета, с 2005 года — в составе Горняцкого сельского поселения.

## Население
| 1859 | 1906 | 2010 |
| ---- | ---- | ---- |
| 353  | ↗464 | ↘0   |

## Достопримечательности
В селе расположена недействующая Покровская церковь (1917).